# 토레오르사이아
토레오르사이아(이탈리아어: Torre Orsaia)는 이탈리아 캄파니아주 살레르노도에 있는 코무네이다.